# Champignonsoep
Champignonsoep is een gebonden soep, die wordt bereid door een roux te verdunnen met room en paddenstoelenbouillon. Hier worden dan plakjes champignon aan toegevoegd. De soep wordt ook industrieel gemaakt, dan is deze vaak ingedikt en in blik verpakt. 
Soep kan ook van andere paddenstoelen gemaakt worden. 

## Geschiedenis
In Amerika begon het bedrijf Campbell's in 1934 met het produceren van champignonsoep, maar het recept voor deze soep bestond al veel langer in Italië en Frankrijk, als variatie op bechamelsaus. 